# Cyrtochiloides ochmatochila
Cyrtochiloides ochmatochila är en orkidéart som först beskrevs av Heinrich Gustav Reichenbach, och fick sitt nu gällande namn av Norris Hagan Williams och Mark W. Chase. Cyrtochiloides ochmatochila ingår i släktet Cyrtochiloides, och familjen orkidéer. Inga underarter finns listade i Catalogue of Life.

## Bildgalleri

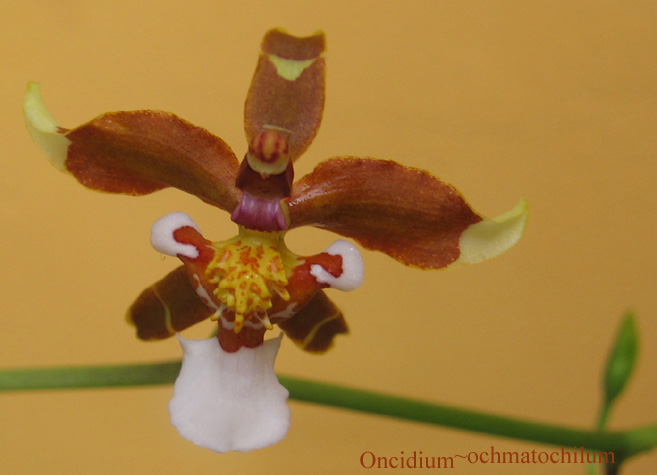